# Big Bay (Mira River)
Big Bay – zatoka (ang. bay) rzeki Mira River w kanadyjskiej prowincji Nowa Szkocja, w hrabstwie Cape Breton; nazwa urzędowo zatwierdzona 20 lutego 1976.